# Caropsis verticillatoinundata
Espèce
Synonymes
- Sison verticillatoinundata Thore[2]
- Thorella bulbosa P. Fourn.[2]
- Thorella verticillatoinundata (Thore) Briq.[2]

Le faux-cresson de Thore[réf. nécessaire] (également appelé Caropsis de Thore, Hélosciadie intermédiaire, Thorella) (en latin Caropsis verticillatoinundata syn. Thorella verticillatinundata) est une espèce de plantes à fleurs de la famille des Apiacées.

## Statut de protection
Cette espèce est inscrite sur la liste des espèces végétales protégées sur l'ensemble du territoire français métropolitain en Annexe I.